# Andries Bonger
Andries (André) Bonger  (Amsterdam, 20 mei 1861 – aldaar, 20 januari 1936) was een Nederlandse kunstverzamelaar. Andries Bonger werd geboren als vierde kind en tweede zoon van Hendrik Christiaan Bonger en Hermina Louise Weissman. Na hem werden nog twee zusjes en vier jongens geboren, onder wie Johanna Bonger, de latere echtgenote van Theo van Gogh, en na het overlijden van Theo de erfgename van het totale schilder- en tekenwerk van Vincent van Gogh. Hierdoor ontstond ook het Van Gogh Museum in Amsterdam.

## Werk in Parijs
Toen Bonger, na de Fransche school en de Handelsschool te hebben doorlopen, op 17-jarige leeftijd klaarstond om te gaan werken  vertrok hij op 30 november 1879 naar Parijs, waar hij een betrekking kreeg op een commissionairskantoor. Twaalf jaar zou hij te Parijs blijven. In die tijd, van 1879 tot 1892, werkte Bonger daar als jongste bediende.

## Ontmoeting met Theo van Gogh
In 1882 raakte hij bevriend met Theo van Gogh, die in Parijs kunsthandelaar was. Samen bezochten ze exposities en voerden lange gesprekken over kunst. Theo vergezelde hem nu op zijn zwerftochten in de omstreken van Parijs en op zijn bezoeken aan het Louvre; Theo bracht hem ook in de kring van artiesten en kunsthandelaren. Ook met Theo’s broer Vincent, die van 1886 tot 1888 in Parijs woonde, voerde Bonger gesprekken over literatuur en kunst. In 1889 trouwde Theo met Bongers zusje Johanna (Jo). Bij zijn vertrek uit Parijs in 1892 bezat Bonger reeds zeven schilderijen van Vincent Van Gogh.

## De verzamelaar
Bonger was een van de eerste avant-gardeverzamelaars in Nederland. In de jaren 1880 had hij deze al in Parijs ontdekt, via zwager Theo van Gogh. Eerst verzamelde hij werk van Paul Cézanne, Paul Gauguin en Vincent van Gogh, maar later ging zijn belangstelling uit naar de schilderijen van Odilon Redon en Émile Bernard. Door de vriendschappen met de kunstenaars kon hij werk van hen aanschaffen: waaronder schilderijen, prenten en tekeningen, maar ook tapisserieën.

## Bonger en Bernard
Bonger ontmoette de Franse kunstschilder Bernard in 1890, op de begrafenis van Vincent van Gogh. Bonger begon op grote schaal werk van Bernard aan te kopen. Bernard vertrok in 1893 voor een jarenlange religieuze zoektocht naar het Midden-Oosten. Vanaf 1908 kocht Bonger nauwelijks nog werk van Bernard omdat diens stijl veranderd was. Ze bleven toch nog corresponderen tot Bongers dood.

## Odilon Redon en Andries Bonger
In 1891 bracht Bonger samen met Bernard een bezoek aan aan de kunstenaar Redon in Parijs. In 1893 kocht Bonger zijn eerste twee prenten van deze symbolist. Uiteindelijk werd hij de belangrijkste Nederlandse verzamelaar van Redons werk, onder meer van zijn teken- en prentkunst, maar ook van zijn schilderijen.

## Terug naar Nederland
In 1888 trad Bonger in het huwelijk met Anne Marie Louise van der Linden. Teruggekeerd in 1892 in Nederland vestigden de Bongers zich eerst in Hilversum; in 1899 woonden zij in Amsterdam  en in 1913 in Aerdenhout. De banden met Frankrijk bleven bestaan door een geregelde briefwisseling met Bernard en Redon, die ook verschillende keren de Bongers in Holland kwamen bezoeken.
Intussen groeide zijn verzameling. Behalve schilderijen van Bernard en Redon, verwierf hij het volledig lithografisch werk van Redon. Ook kwam hij in het bezit van enige schilderijen van Van Gogh en Cézanne. Zijn maatschappelijke positie was gevestigd; als zeeassuradeur was hij in Amsterdam een bekende figuur en door zijn kennis van het zeerecht een vraagbaak voor velen. Na het overlijden van zijn vrouw in 1931, hertrouwde Bonger in 1934 met F.W.M. van der Borch van Verwolde.

## Françoise van der Borch van Verwolde

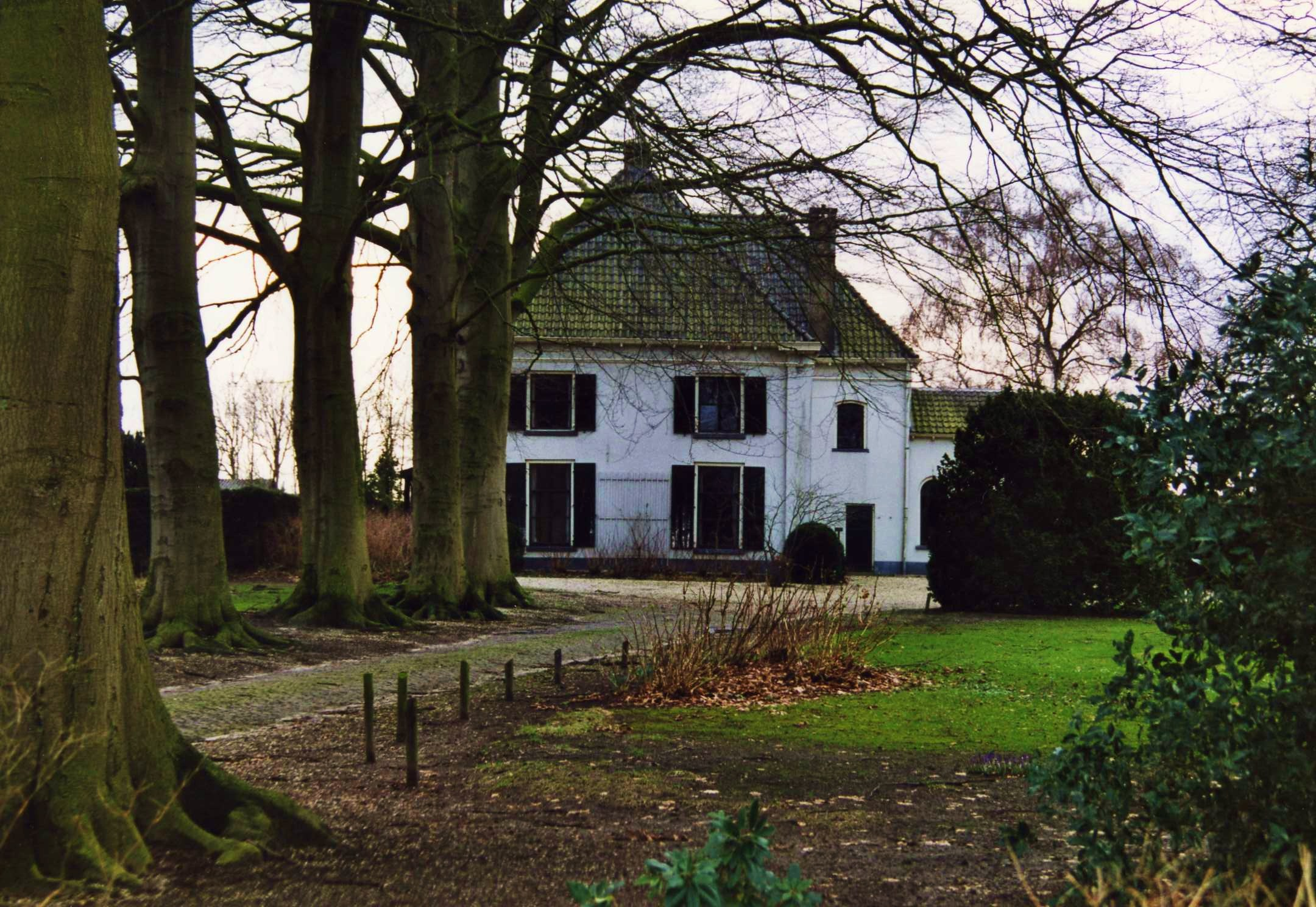
Groot Have

Françoise barones van der Borch van Verwolde (1887-1975) was geboren op De Hoogenkamp in Almen, werd thuis onderwezen en ging daarna naar een kostschool. Later ging zij studeren en in 1925 deed zij haar doctoraalexamen Frans. Zij was een tante van dichter en uitgever Emile van der Borch van Verwolde (1910-1943).
Françoise was 40 jaar toen zij naar Parijs vertrok waar zij in 1930 Andries Bonger ontmoette. De twee voelden elkaar goed aan. Zij trouwden in 1934 in Rome; hij was toen 73 en zij 47. Reeds in 1936 kwam Andries te overlijden.
Françoise was erfgename van meer dan 100 schilderijen en 8000 boeken. Collectie en boeken zijn tijdens de Tweede Wereldoorlog in veiligheid gebracht. Na de oorlog bracht zij de verzameling onder in Groot Have in Almen, waar zij na een verbouwing ging wonen. Françoise Bonger overleed in 1975.

## Collectie Bonger
De Collectie Bonger werd door de regering tot Nationaal Cultuurbezit verklaard, wat betekent dat de collectie het land niet mag verlaten.
In veel publicaties, catalogussen van tentoonstellingen worden de namen van Andries Bonger en Françoise Bonger genoemd als bezitters van de grootste particuliere collectie Redons. Een groot deel van de collectie is ondergebracht in het Van Gogh Museum in Amsterdam. Van april t/m september 2009 was daar de tentoonstelling Odilon Redon en Emile Bernard, meesterwerken uit de collectie van Andries Bonger te zien.